# Vlad III l'Empaleur
Pour les articles homonymes, voir Vlad Tepes, Basarab et Vladislav III.
Le voïvode Vlad III Basarab, surnommé « l'Empaleur » (en roumain Țepeș, prononcé [ˈt͡sepeʃ ] ; né entre 1429 et 1431 probablement à Târgoviște en Valachie (mais, selon la légende moderne, à Sighișoara en Transylvanie) et mort en décembre 1476 près de Bucarest) est prince de Valachie en 1448, puis de 1456 à 1462 et en 1476.
Un autre surnom de Vlad III, Drăculea (signifiant « fils du dragon » en roumain médiéval), fut repris par Bram Stoker pour nommer le personnage littéraire du comte vampire Dracula.

## Biographie

### Contexte
Le contexte de la première moitié du XVe siècle est mouvementé : le Saint-Empire romain germanique et les pays chrétiens d'Europe de l'Est, en particulier l'Autriche et les royaumes de Hongrie et de Pologne, sont sérieusement menacés par la poussée de l'Empire ottoman, lequel a déjà conquis les Balkans et encerclé Constantinople (la capitale ottomane est à Andrinople jusqu'en 1453). Réduit à sa capitale, à quelques îles de l'Égée, à Mistra et à Trébizonde, l'Empire byzantin vit ses dernières années avant sa chute le 29 mai 1453. Les régions qui se situent entre les deux empires constituent le dernier rempart de la chrétienté (catholique et orthodoxe) contre les musulmans et sont le théâtre de batailles acharnées. Les sultans consolident leur contrôle sur les Balkans, balayant un à un les États chrétiens (Serbie, Bulgarie, Despotat d'Épire, Despotat de Dobroudja) et ne s'arrêtent qu'aux portes de la Hongrie.
Durant cette période, la Valachie est une principauté qui résiste encore à la pression ottomane. Ses relations avec l'empire turc oscillent entre guerres et périodes de vassalité envers le Sultan ottoman, qui offre la paix moyennant le paiement d'un tribut. Le voïvode étant élu, le trône était disputé, à l'époque de Vlad Țepeș, entre les familles cousines Basarab des Basarab-Dǎnescu et des Basarab-Drǎculescu. Alors que les Drǎculea négociaient la paix avec les Turcs, les Dǎnescu appelèrent les Hongrois pour les aider à combattre le Sultan.
En 1447, le père de Vlad, Vlad II Dracul (« le Dragon », surnom dû au fait qu'il était membre de l'Ordre du Dragon), conclut une paix avec les Ottomans. Étant en guerre contre les Turcs, Jean Hunyadi, voïvode de Transylvanie et gouverneur de Hongrie depuis 1446, entreprend en novembre de la même année, en partant de Brașov, une expédition punitive contre Vlad II, considéré comme traître à l'ordre du Dragon. Ce dernier est capturé et tué à Bǎlteni, avec son premier fils Mircea II le Jeune. Parvenu à Târgoviște, Jean Hunyadi se proclame le 4 décembre 1447 « voïvode des régions transalpines » (c'est-à-dire, pour lui, « au-delà des Alpes de Transylvanie », en Valachie). Ce titre lui permet de faire élire au trône de la Valachie un des Dǎnești, le fils de Dan II, Vladislav II. Les Drǎculești sont alors évincés du pouvoir.

### Vrai nom
Vlad est un boyard et prince Basarab, à l'origine du toponyme Bessarabie (qui désigna initialement la Valachie avant de désigner une partie de la Moldavie). Le premier représentant connu de cette dynastie est Basarab Ier qui délivra le pays de la vassalité hongroise. Selon les historiens Mihnea Berindei et Matei Cazacu, ce nom pourrait être couman (signifiant « père sévère »). Selon l'historien Pierre Năsturel, ce Besserem-Bem des chroniques turques pourrait être une déformation de Bessarion-Ban (Ban étant un titre hongrois de vassalité désignant un commandant militaire d'une marche-frontière et ayant donné le nom du Banat).

### Jeunesse

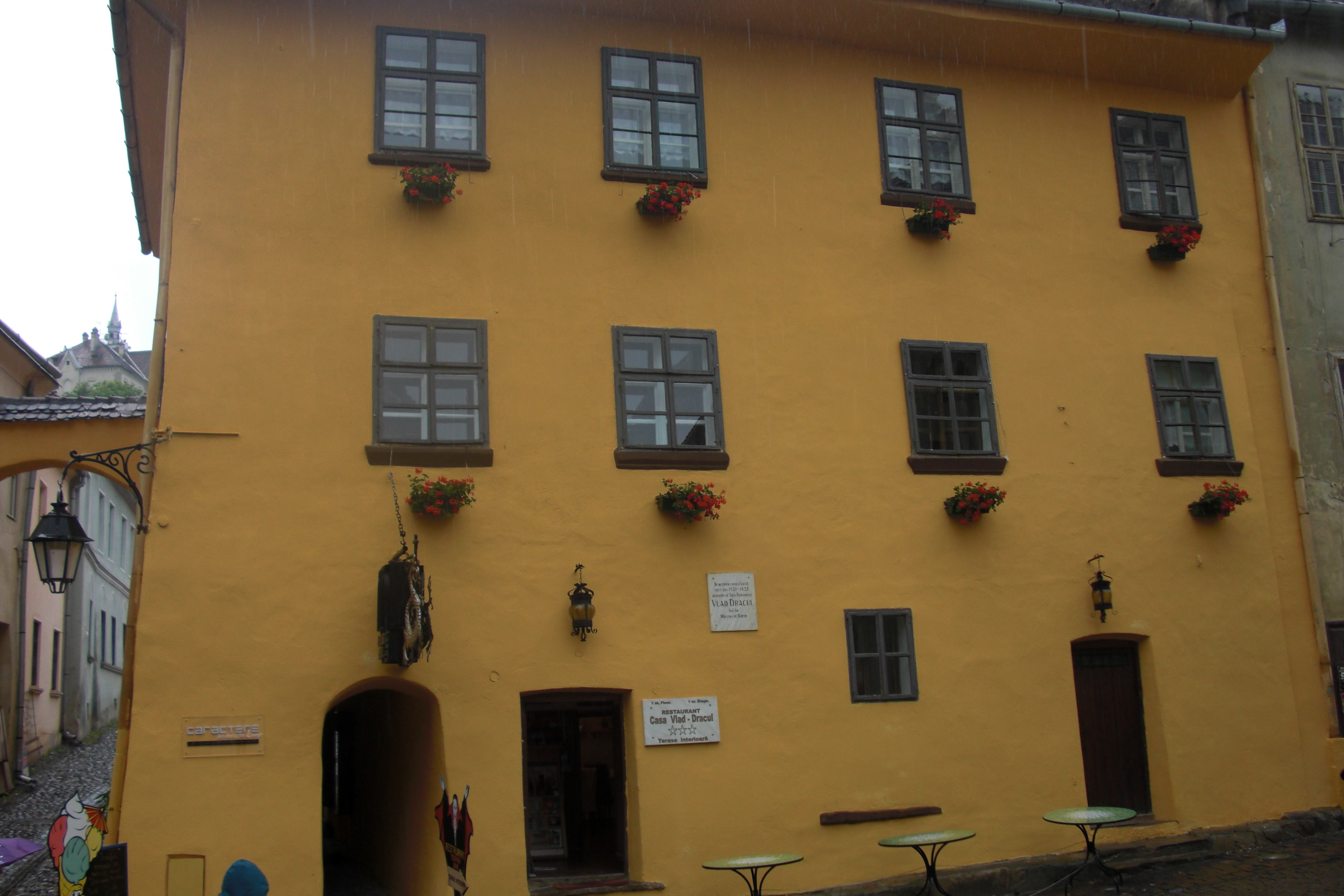
Immeuble présenté comme la « maison natale de Dracula » à Sighișoara.

Issu de la dynastie princière valaque des Basarab, Vlad Țepeș, né entre 1431 et 1436, a pu voir le jour à Târgoviște alors capitale de la Principauté, à Curtea de Argeș, autre ville princière, ou encore à Bucarest comme l'affirment toutes les sources anciennes. Mais, depuis 1990, le mythe de Dracula lancé par Bram Stoker étant parvenu en Roumanie où il est commercialement exploité, une légende popularisée par l'historien roumano-américain Radu Florescu situe, sans preuve, sa naissance à Sighișoara, ville de Transylvanie où son père exilé est censé avoir séjourné et où l'on montre depuis lors sa « maison natale »,.
Quoi qu'il en soit, en 1442, Vlad Țepeș est envoyé comme otage auprès du sultan Mourad II, avec son jeune frère Radu III le Beau. Cet enlèvement se déroule certainement dans le cadre du devchirmé ottoman, l'« impôt du sang » qui consiste au prélèvement des garçons âgés de 8 à 18 ans, alors enrôlés, éduqués et généralement convertis à l'islam afin qu'ils puissent occuper une place dans l'administration de l'empire. Le jeune Vlad est retenu à Andrinople (alors capitale de l'Empire ottoman, qui n'avait pas encore pris Constantinople) jusqu'en 1448, et son frère Radu jusqu'en 1462. Cette période de captivité dorée chez les Turcs a joué un rôle important dans la montée au pouvoir de Vlad. Probablement s'est-il fait durant cette période des relations utiles à son ambition, et à son désir de revanche contre les Dǎnești. En sa qualité d'otage princier, il avait certains privilèges tels que celui de pouvoir étudier, correspondre, disposer de pages et de serviteurs.

### Lutte pour le trône

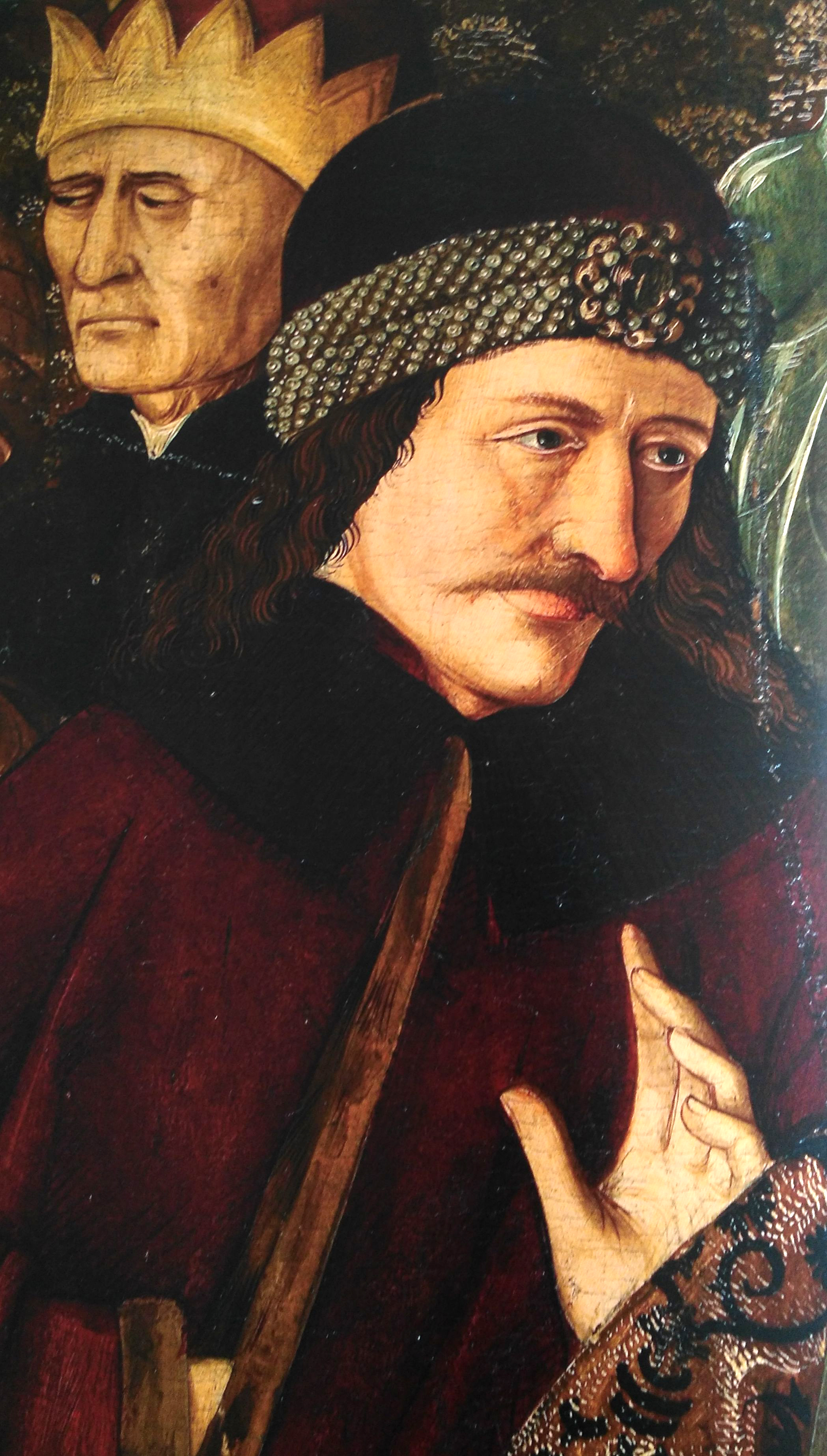
Représentation de Vlad Țepeș dans un tableau dépeignant le calvaire du Christ (détail), Vienne, église Notre-Dame-du-Rivage, 1460.

En 1448, profitant de l'absence de Vladislav, éloigné de Târgoviște par les combats de la seconde bataille de Kosovo contre les Turcs, Vlad III Țepeș rentre d'Andrinople avec une troupe de cavalerie turque et un contingent de troupes prêté par le pacha Mustafa Hassan pour s'emparer du trône. Mais Vladislav le chasse dès son retour, deux mois plus tard (octobre-novembre 1448), et Vlad doit s'exiler en Moldavie où règne Bogdan II Mușat. Là, il se lie d'amitié avec le futur Étienne III.
La chute de Constantinople aux mains des Turcs en 1453 change la donne : les chrétiens doivent faire feu de tout bois et Jean Hunyadi, qui part défendre Belgrade contre les assauts ottomans, confie à Vlad Țepeș une armée pour défendre la Valachie et la Transylvanie. Mais Vlad en profite, avec l'aide de boyards valaques, pour reprendre le trône de Valachie : il écrase et tue Vladislav II au combat en août 1456. Il règne ensuite pendant six ans, consolidant son pouvoir en centralisant l'autorité, de la même façon que Matthias Corvin en Hongrie ou Louis XI en France. Il achète ou bien élimine tous les boyards qui tentaient de le déstabiliser.

### Guerre contre les Ottomans
Début 1462, Vlad se sent plus fort, et la participation que lui promet Matthias Corvin en personne à une expédition contre les Turcs l'enhardit jusqu'à briser son alliance avec les Ottomans. Il lance alors une campagne contre ces derniers sur le Danube, tuant plus de 30 000 hommes. Vlad perd alors l'allégeance de son frère Radu cel Frumos (Radu le Beau) et provoque la colère du sultan Mehmed II, fils de Mourad, lorsqu'il refuse d'accéder à la demande des émissaires ottomans, le turc Hamza Bey et le phanariote Thomas Katavolinos, de payer le tribut à l'Empire ottoman, sous peine d'être envahi et de voir la Valachie transformée en province turque.
Toujours est-il que c'est Radu cel Frumos, frère de Vlad et candidat des Turcs pour le trône de Valachie, qui, à la tête de la puissante armée turque et d'une partie de l'« oastea domnească » qu'il convainc de rejoindre son camp, poursuit son frère jusqu'à la forteresse de Poenari. Vlad se retira à Târgoviște non sans se livrer à des actions de guérilla contre les Turcs, dont la plus célèbre est l'attaque de nuit à Târgoviște du 17 juin 1462. D'après la légende, la femme de Vlad, qui voulut s'échapper, trouva la mort en tombant du haut de la falaise au pied de la forteresse de Poenari (une scène exploitée par Francis Ford Coppola dans son film Dracula). Vlad, lui, réussit à s'échapper du siège de Poenari en passant à travers la montagne et, selon la légende, en ferrant ses chevaux dans le mauvais sens pour s'échapper de nuit : ses ennemis, le lendemain, voyant des traces de sabots allant vers la forteresse, en déduisent que des cavaliers ont pénétré dans Poenari alors que Vlad en était sorti. Il est très difficile de démêler le mythe de la réalité dans cette historiographie déjà romancée du vivant de Vlad. En tout cas, Radu le Beau monte sur le trône de Valachie le 15 août 1462.

### Prison et fin tragique
Vlad Țepeș retourne alors en Transylvanie pour rencontrer Matthias Corvin qui, pense-t-il, arrive à Brașov pour se porter à son secours. Mais ses excès lui ont déjà aliéné ses alliances, et les autorités locales de Brașov qui reconnaissent Radu comme souverain depuis deux mois, achèvent de convaincre Matthias Corvin d'arrêter Vlad (arrestation effectuée par un chef hussite connu, Jan Jiskra, en novembre 1462). Vlad est maintenu prisonnier à Buda, capitale de la Hongrie (aujourd'hui une partie de Budapest) pendant douze ans ; une fois libéré, il retourne en Valachie et s'installe à Bucarest qui, à l'époque, n'était qu'une petite bourgade parmi d'autres. Selon de nombreuses sources, c'est l'arrivée de Vlad et son troisième règne qui auraient fait prospérer la ville. Selon ces mêmes sources, Vlad lui-même aurait fait de Bucarest la capitale de la principauté.
En 1476, Vlad est à nouveau élu prince de Valachie, mais il ne jouit que peu de temps de son troisième règne car il est assassiné à la fin du mois de décembre 1476 à Bucarest, dans des circonstances aussi nébuleuses que sa naissance. Vlad Țepeș est décapité mais ce n'est pas sa tête qui est envoyée au sultan, mais la peau de son visage et ses cheveux (emplie de coton et d'épices). Le sultan l'exposant ensuite sur un pieu comme preuve de sa mort.

## Sépulture
La réalité des faits est loin de la fiction du roman Dracula ou de nombreux films et spectacles y faisant référence, mettant tous en scène un cercueil dans une crypte gothique entourée de ténébreuses montagnes.
Le « tombeau » de Vlad Țepeș est censé se situer au monastère de Snagov, sur une île située dans un lac à une vingtaine de kilomètres au nord de la capitale roumaine. Selon l'historien Constantin Rezachevici, son tombeau pourrait en fait être situé au monastère de Comana qu'il avait fondé au milieu du XVe siècle dans le Județ de Giurgiu au sud-ouest de Bucarest.
Des études récentes ont montré que le tombeau de Snagov ne contient que quelques ossements de chevaux sauvages fossiles, des tarpans datés du Néolithique : rien de commun avec les restes d'un prince valaque. D'après le livre de Radu Florescu et Raymond McNally À la Recherche de Dracula, il y a deux autres tombes à Snagov : la première à l'entrée de la chapelle du monastère et la seconde au pied de l'autel. On s'accorde généralement à dire que c'est la seconde qui devrait contenir le corps (décapité) de Vlad. En 1932, une mission archéologique roumaine ouvrit cette tombe et n'y trouva que des fragments d'ossements humains, mâchonnés par des bêtes. L'autre tombe, celle de l'entrée, fut également ouverte : elle contenait un squelette d'homme très friable, comprenant l'arrière de son crâne mais pas son visage. Sa tête était recouverte d'un tissu de soie, et la tombe contenait une épée très oxydée, une médaille de l'Ordre du Dragon, une couronne, les restes d'une cape pourpre et une bague de femme, cousue à l'intérieur de ce qui fut autrefois la manche d'un vêtement (tradition d'amour courtois très répandue en Europe à la fin du Moyen Âge). Le Musée d'Histoire et d'Archéologie de Bucarest en fit un inventaire, mais actuellement seules des photos en témoignent, car entre-temps, le Musée et ses réserves ont déménagé plusieurs fois, subi des bombardements et des incendies, et la malle contenant les restes de Snagov reste à ce jour[Quand ?] introuvable. De toute manière rien ne permet d'attribuer ces restes à Vlad, en dépit des affirmations péremptoires des « draculomanes » sévissant en Roumanie.
Le monastère de Snagov est orthodoxe, or Vlad avait abjuré sa foi orthodoxe et s'était converti au catholicisme pour pouvoir bénéficier du soutien de Mathias Corvin afin de remonter sur le trône. Il était donc considéré comme un « hérétique » par les moines orthodoxes, qui n'auraient pas mis son corps en terre dans cette tombe. Un « hérétique », mais baptisé orthodoxe et de sang princier : on aurait pu lui accorder de reposer dans la chapelle, mais à l'entrée, les fidèles et les moines marchant alors sur sa tombe chaque jour en signe de contrition pour lui.
Avec l'avènement de la génétique, on s'intéressa de nouveau au corps trouvé à l'entrée de la chapelle en 1932 pour tenter de l'authentifier en comparant son ADN à celui des descendants de Vlad III encore en vie. Mais le nombre de candidats à ce titre fut si élevé que le projet fut abandonné.

## Légendes sanglantes

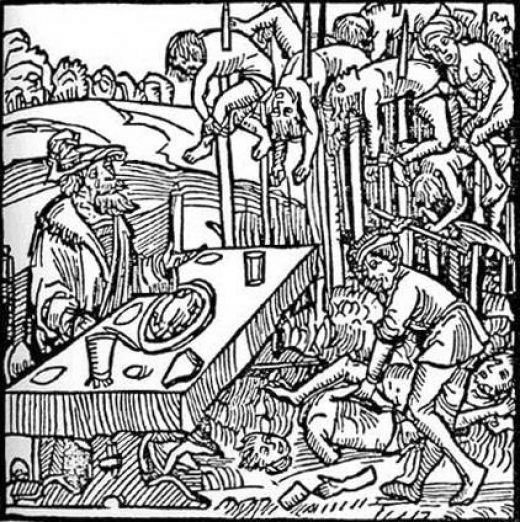
Représentation tirée des chroniques de Brodoc montrant Vlad Țepeș dînant devant une « forêt de pals ».

Les récits qui, comme la chronique de Brodoc, ont représenté Vlad Țepeș, au moyen de gravures sur bois et de libelles reproduits à des centaines d'exemplaires, en « vampire sanguinaire se repaissant de chair humaine et buvant du sang, attablé devant une forêt de pals », affirment aussi qu'il aurait systématiquement fait écorcher, bouillir, décapiter, aveugler, étrangler, pendre, brûler, frire, clouer, enterrer vivants, mutiler atrocement et bien sûr empaler tous ses contradicteurs. La connexion avec le mythe gothique du vampire date seulement du XIXe siècle, lorsque de tels récits ont pu arriver à la connaissance de Johann Christian von Engel (en), mais aussi d'Ármin Vámbéry de l'université de Budapest que Bram Stoker cite nommément (Arminius Vambery) dans son roman Dracula comme « ami et source de renseignements » du personnage d'Abraham Van Helsing,,.
La légende « du pal » (Țepeș) remonte, selon plusieurs sources, à 1457, lorsque les marchands saxons de Transylvanie de Sibiu essaient de remplacer Vlad Țepeș par un « prêtre des Roumains », identifié comme étant le futur souverain Vlad IV Călugărul (Vlad IV le Moine), qui leur promet des avantages douaniers. De leur côté les marchands de Brașov soutiennent un autre prétendant, Dan III Dănicu, frère de Vladislav II. Vlad franchit alors les Carpates et, une fois à Brașov et Sibiu, punit ses ennemis, non du pal, mais en leur extorquant de l'argent, jusqu'au moment où Matthias Corvin, fils de Jean Hunyadi, intervient en négociant un accord, ce qui montre les limites de l'indépendance du pouvoir de Vlad Țepeș face au pouvoir hongrois.
Dan III, soutenu par Matthias, passe les Carpates depuis Brașov vers la Valachie, où il est pris et exécuté par Vlad le 22 avril 1460, toujours sans mention de pal à ce stade. Mais les rétorsions financières de Vlad envers les marchands saxons de Transylvanie établis en Valachie sont alors sévères, et, bien qu'aucun n'ait été empalé, Vlad Țepeș acquiert ainsi sa réputation de monstre auprès des Occidentaux. Plus tard, cette mauvaise réputation sera diffusée à travers les Histoires de la Moldavie et de la Valachie de Johann Christian von Engel, publiées au début du XIXe siècle et sera déclinée selon plusieurs variantes, jusqu'à celle établie par le régime communiste de Roumanie.

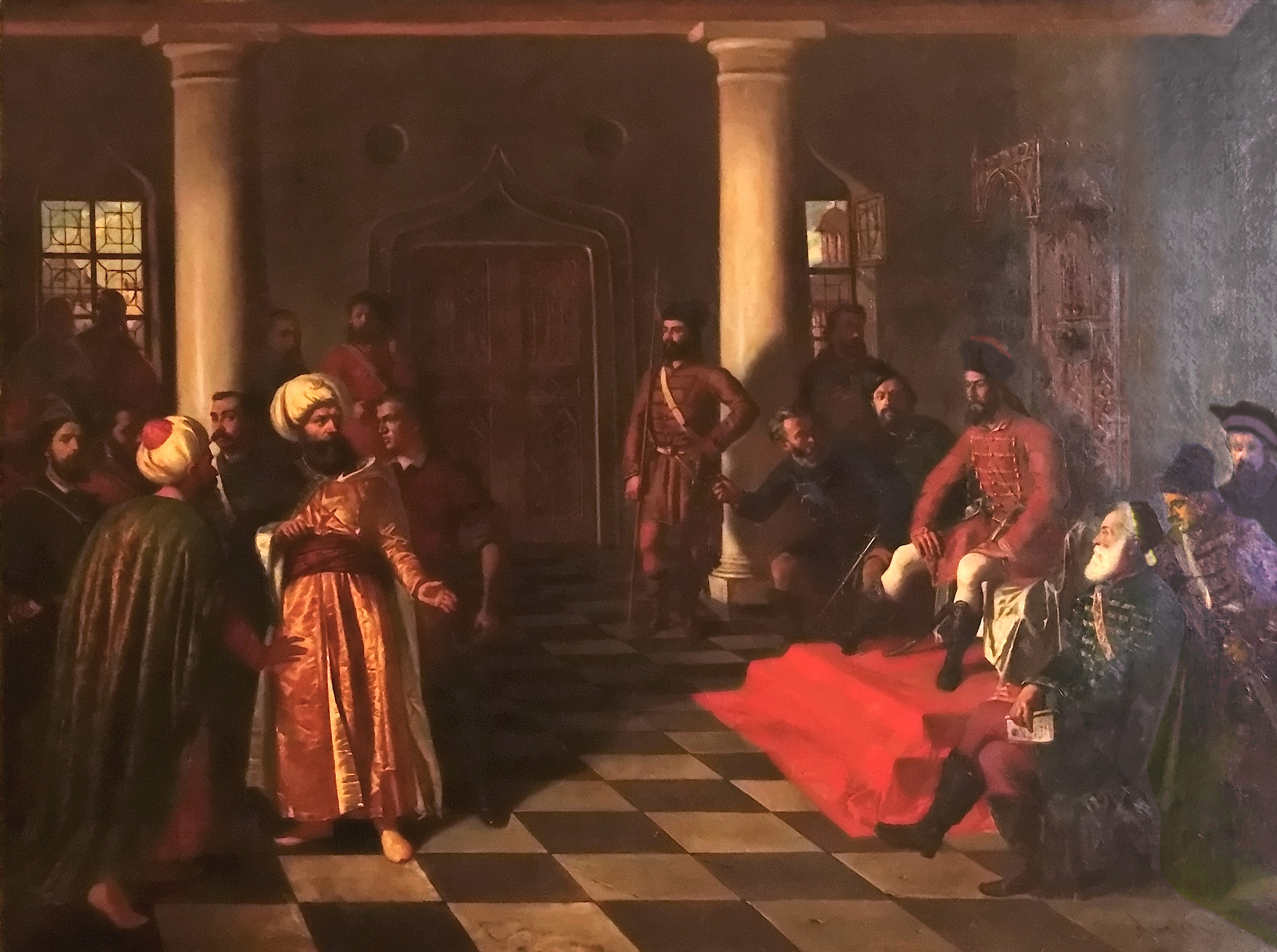
Vlad Țepeș et les ambassadeurs turcs par Theodor Aman (1862-1863).

Selon von Engel, lorsqu'il séjournait à Constantinople, Vlad aurait assisté à ses premiers empalements, un des supplices dans l'Empire ottoman puis, lorsqu'il fut lui-même en guerre contre les Ottomans, il aurait empalé ses propres soldats blessés dans le dos (donc ayant fui devant l'ennemi) ou aurait ordonné d’empaler un soldat sur douze parmi ceux qui refusaient d’aller au combat. Le bourreau refusant, Vlad l'aurait transpercé sur le champ.
Toujours selon von Engel, en 1462, lorsque les émissaires ottomans Hamza Bey et Thomas Katavolinos lui demandent de se soumettre et refusent d'ôter leurs turbans face à lui, Vlad les leur aurait fait clouer sur le crâne avant de les empaler. En fait, il semble qu'Hamza Bey ait eu l'ordre de tuer ou de capturer Vlad s'il refusait, et que ce dernier ait pris les devants en exécutant les deux émissaires du sultan, qui envoya alors son armée. Selon von Engel, lorsque le sultan arriva devant Târgoviște, il aurait trouvé des officiers turcs empalés par centaines : une scène terrifiante nommée « la Forêt des Pals » qui a frappé les imaginations et lui a valu son surnom de Țepeș (l'empaleur). Toutefois Engel ne fait que reprendre une histoire déjà diffusée par les marchands saxons de Transylvanie sous forme de gravures.
À l'encontre de ces légendes, d'après les autres sources contemporaines de Vlad, il semble en revanche acquis que Vlad a bien dirigé son courroux et sa vengeance contre les boyards responsables de la mort de son père et de son frère Mircea. Le dimanche de Pâques 1457, il invite ces familles de boyards à faire la fête à la cour princière, les fait arrêter et après avoir supplicié quelques chefs des grandes familles (on n'a pas de détails sur lesdits supplices), il force les autres à marcher une centaine de kilomètres, jusqu'à la citadelle de Poenari sur l'Argeș, qu'il les oblige à reconstruire sous les ordres de ses maîtres maçons. Le chantier dure des mois et beaucoup de boyards meurent, inhabitués au travail manuel (une humiliation pour eux). De plus Vlad crée une nouvelle noblesse d'armes parmi ses paysans libres.
De ces faits découlent deux autres variantes du mythe de Vlad. La première est la légende communiste, qui en fait un souverain juste et proche du petit peuple qui aurait combattu l'aristocratie de telle façon que tous le redoutent et le craignent : la plus petite infraction, du mensonge jusqu'au crime, pouvait être punie de mort (le mythe dit « du pal », mais toutes les forêts du pays n'y auraient pas suffi). Il aurait combattu la corruption et l'intrigue en s'appuyant sur l'« oastea domnească », l'armée princière, recrutée parmi les paysans libres. Sûr de l'efficacité de son système, Vlad aurait un jour placé une coupe en or à la fontaine de la place centrale de Târgoviște. Les voyageurs assoiffés pouvaient se servir de la coupe pour boire, mais elle devait rester en place. La coupe ne fut jamais dérobée, et resta à sa place tout le temps du règne de Vlad. La seconde est celle qui substitue la ville de Sighișoara comme lieu de naissance et le château de Bran (en Transylvanie) aux villes princières valaques et à la citadelle de Poenari (en Valachie), substitutions qui n'ont d'autre but que de rapprocher Vlad de son avatar romanesque Dracula ; en fait les fondations de Bran sont bien antérieures au règne de Vlad (elles datent de l'Ordre Teutonique, cantonné là entre 1211 et 1242), et les murailles actuelles sont bien postérieures, datant des Habsbourg.
Ces récits hostiles, compilés par von Engel au début du XIXe siècle, expriment le ressentiment de ses adversaires, les marchands saxons de Transylvanie et les boyards de Valachie, qui ont toujours lutté pour conserver leurs privilèges dans ces régions. La diffusion en Europe centrale au XVe siècle d'écrits inspirés par cette version a été encouragée par Matthias Corvin qui cherchait à justifier son changement d'alliance : après avoir soutenu Vlad dans ses actions contre les Turcs, il soutint son frère Radu III le Beau (Radu cel Frumos), candidat des Ottomans, alors que Vlad était vaincu et demandait de l'aide, seul à Brașov. Il était alors fort opportun que Vlad Țepeș passe pour un monstre incontrôlable.
Les historiens modernes remettent en cause ces légendes, considérant que :
- un lieu de naissance hors de la sécurité (relative) des villes princières de Valachie, est très peu vraisemblable ;
- les seuls monuments historiques que l'on peut rapporter avec certitude au règne de Vlad, sont la tour de Chindia à Târgoviște et, selon l'historien Lucian Boia, une aile de l'ancienne citadelle de Bucarest (Curtea Veche : son buste marque d'ailleurs l'endroit) ;
- le supplice à Târgoviște (non précisé, mais humiliant et mortel) des boyards hostiles, que Vlad tenait pour les assassins de son père, n'a touché que quelques familles rivales, notamment les Dǎnescu ;
- l'exécution en 1461 de l'ambassadeur turc Hamza Bey et son chambellan Thomas Katavolinos, qui avaient tenté de s'emparer de Vlad par la ruse (ou de l'empoisonner, selon les sources) est certaine, mais les modalités inconnues.

Quoi qu'il en soit, les deux graves atteintes de Vlad à la condition nobiliaire (les aristocrates ne pouvaient être exécutés qu'après jugement, sans être suppliciés, ni astreints à travailler) et à l'immunité diplomatique, n'ont pu que marquer les imaginations du temps, sans pour autant faire de Vlad Țepeș un « ami du peuple, ennemi juré de tous les aristocrates », ni un « vampire empaleur ».

## Famille

### Ascendants
Son père est Vlad II le Dragon (Vlad Dracul), prince de Valachie de 1436 à 1442. Origine de la famille des Drăculescu. Son oncle est Alexandru Ier Aldea (Alexandru Aldea), prince de Valachie de 1431 à 1436. Son grand-père est Mircea Ier l'Ancien (Mircea cel Bătrân), prince de Valachie de 1383 à 1418. Le frère de son grand-père est Dan Ier de Valachie (Dan), prince de Valachie de 1383 à 1386, associé à son frère Mircea l'Ancien. Il est à l'origine de la famille des Dănești, adversaire des Drăculea.
Son aïeul est Radu Ier de Valachie (Radu), prince de Valachie de 1377 à 1383. Son bisaïeul est Nicolae Ier Alexandru, prince de Valachie de 1352 à 1364. Son trisaïeul est Basarab Ier cel Mare, prince de Valachie de 1310 à 1352. Son quadrisaïeul est Tihomir, prince de Valachie de 1290 à 1310.

### Fratrie
Vlad avait 2 frères. Son aîné, Mirçea le Jeune, régna entre 1443 et 1447.
Son frère cadet était Radu III dit "le Beau", avec lequel il vécut à la cour ottomane entre 1442 et 1447.

### Descendance
Vlad eut un premier fils d'une jeune fille inconnue avec laquelle il n'était « pas encore marié », originaire de Transylvanie. Puis, d'une première union avec une cousine ou sœur de Matthias Corvin, il eut deux fils ; Mihail, présent au château de Buda et 1486, et Vlad († 1485). Épousée avant sa captivité en Hongrie (mariage consommé et validé après sa libération semble-t-il) elle est parfois identifiée avec Ileana de Hunedoara-Nelipic. Sa descendance est issue de cette union. Elle est mieux connue et a régné sur la Valachie. Son fils est Mihnea Ier cel Rău (Mihnea le Mauvais), prince de Valachie de 1508 à 1509, qui épouse Voica din Izvorani et meurt en 1510. Mihnea eut, avec Voica, une fille : Ruxandra Basarab. Sa petite-fille, Ruxandra Basarab, épouse Bogdan cel Orb (Bogdan l'Aveugle), prince de Moldavie de 1504 à 1517. Mihnea eut, avec Smaranda, un fils : Mircea IV Miloș. Mircea eut deux fils : Miloș Vodă (mort en 1577) et Petru Șchiopul, Petru le Boiteux, prince de Moldavie de 1574 à 1577 (mort en 1594). L'arrière-arrière-petit-fils de Vlad Țepeș est Mihnea II Turcitul (Mihnea le Turcisé), prince de Valachie de 1577 à 1591. Son arrière-arrière-arrière-petit-fils est Radu IX Mihnea, prince de Valachie de 1611 à 1626. Son arrière-arrière-arrière-arrière-petit-fils est Alexandru III Coconul (Alexandre le Damoiseau), prince de Valachie de 1623 à 1627, prince de Moldavie de 1629 à 1630.
Son arrière-petit fils Pierre le Boiteux eut deux épouses successives : Maria Amiralis, une Grecque de Rhodes, avec qui il eut un fils : Vlad, puis Irène « la Tzigane » qui lui donne Ștefaniță. Il aurait peut-être eu avec une certaine Maria Aroisali une fille Maria Basarab, dont la filiation est incertaine, épouse de Peter Bornemisza de Kapolna. Ils auraient à leur tour eu une fille, Zsuzsanna (Suzanne) Bornemisza de Kapolna qui, avec son mari Gaspar Kendeffy de Malomviz (ou Malmoliz), pourraient être parmi les ascendants de la famille royale de Windsor. Les incertitudes généalogiques sont telles, et la « dilution génétique » si grande en 25 à 30 générations, que quiconque prétendrait aujourd'hui descendre en droite ligne de Vlad Țepeș se situerait ainsi hors du champ scientifique et historique, ce qui n'empêche pas de nombreuses personnes d'émettre de telles prétentions.
Après le décès de sa première épouse officielle (de cause inconnue), il épouse une autre femme de la cour de Corvin, elle aussi veuve. Leur mariage reste sans enfant. Après la mort de Vlad III en 1476, elle se remarie une troisième fois, mais à nouveau sans postérité.

## Dans les arts et la culture

### Littérature

#### Roman
Un Vlad Țepeș mythifié apparaît aussi en tant que personnage central dans :
- le roman La Croisade des Carpates des auteures Vanessa et Diana Callico (premier tome de la trilogie « Les sept portes de l'Apocalypse », éditions Le Héron d'Argent) ;
- le polar de l'écrivain roumain à succès Igor Bergler : La Bible perdue (éditions Fleuve Noir, 2020)
- la série de romans Le Prince des ténèbres de Jeaniene Frost, Édition Bragelonne Milady

#### Bande dessinée
- 1993 : Dracula : Vlad the Impaler par Roy Thomas et Esteban Maroto en trois tomes.
- 2000 : Requiem, chevalier vampire par Pat Mills et Olivier Ledroit
- 2005 : Dracula tome 1 Le Prince Valaque Vlad Tepes de Françoise-Sylvie Pauly et Pascal Croci.
- 2006 : Sur les traces de Dracula de Herman Huppen et Yves Huppen en trois tomes.
- 2011 : Dracula - L'ordre des Dragons en deux tomes de Serge Fino et Éric Corbeyran.
- 2011 :  Les chroniques de Légion de Fabien Nury et Mario Alberti en quatre tomes.
- 2013 : Jhen tome 14 Draculea de Jerry Frissen et Jean-Luc Cornette.
- 2015 : Voivod: The True Story of Vlad the Impaler de Massimo Rosi et Marco De Luca.
- 2017 : Jour J tome 27 Les Ombres de Constantinople.
- 2018 : Brothers Dracul de Cullen Bunn et Mirko Colak.
- 2018 : Les méchants de l'histoire tome 1 Dracula de Bernard Swysen et Julien Solé.
- 2019 : Jour J tome 36 Tout l'or de Constantinople.

#### Manga
- 1997 : Hellsing de Kōta Hirano.
- 2017 :  Vlad Drăculea d'Akiyo Ohkubo.
- 2017 : Fate/Apocrypha, le mythe de Dracula n'est qu'un mensonge qui cache tout ce que le personnage a essayé de sauver de son vivant.

#### Nouvelle
- 1933 : Dans L'Horreur dans le musée H. P. Lovecraft décrit dans une invitation un menu comprenant un Quatuor gourmand « Vlad Tepès ».

### Théâtre
- 1978 : A Treia țeapă (Le troisième pieu) de Marin Sorescu.

### Musique

#### Comédie
- Vlad Tepes apparait dans l'acte 1 de Dracula, l'amour plus fort que la mort de Kamel Ouali.

#### Chanson
- 2015 : Comme Vlad Tepes du rappeur Amalek.

### Filmographie

#### Cinéma
- 1973 : Sageata capitanului Ion de Aurel Miheles avec Virgil Ogasanu.
- 1974 : Dracula et ses femmes vampires de Dan Curtis avec Jack Palance.
- 1979 : Vlad Țepeș de Doru Năstase avec Ștefan Sileanu.
- 1992 : Dracula de Francis Ford Coppola avec Gary Oldman.
- 2002 : Dracula the Impaler de Adrian Popovici avec Marius Bodochi.
- 2003 : Nikos the Impaler de Andreas Schnaas avec Daniel Alvaro.
- 2003 : Vlad de Michael D. Sellers avec Francesco Quinn.
- 2009 : Kasabian : Vlad the Impaler de Richard Ayoade avec Noel Fielding.
- 2013 : Who Is the Bloodiest Royal ? de Brooke Bezick avec Jonathon Sharkey.
- 2013 : Dracula: The Impaler de Derek Hockenbrough avec Gregory Lee Kenyon.
- 2014 : Dracula Untold de Gary Shore avec Luke Evans.
- 2018 : Vlad the Impaler de Osman Kaya avec Erkan Petekkaya.

#### Télévision

##### Animation
- 2001 : Hellsing. Il apparaît très rapidement à la fin du dernier épisode, quand le visage d'Alucard s'éclaire dans l'obscurité au moment où surgit un éclair, laissant apparaître à moitié le visage du portrait historique de Vlad Țepeș.
- 2006 : Hellsing Ultimate au début de l'épisode 9, un flash-back montre Alucard comme Vlad Tepes.
- 2017 : Castlevania avec Graham McTavish.
- 2023 : Il apparait dans la saison 3 de Clone High.

##### Téléfilm
- 2000 : Dark Prince: The True Story of Dracula de Joe Chappelle avec Rudolf Martin.

##### Série
- 2013 : Da Vinci's Demons de David S. Goyer avec Paul Rhys.
- 2020 : 
  - L'Essor de l'Empire ottoman d'Emre Şahin avec Daniel Nuță.
  - Les Nouvelles Aventures de Sabrina de Roberto Aguirre-Sacasa avec Michael Antonakos.
- 2025 : Rise of the Raven de Balázs Lengyel avec Gábor Nagypál.

##### Documentaire
- 2002 : Historical Look at the Life of Vlad the Impaler, Widely Known as Dracula de George Angelescu.
- 2010 : Toute la vérité sur Dracula de Stanislaw Mucha.
- 2018 : Guerriers légendaires, saison 1, épisode 8 : La véritable histoire du prince Vlad Dracula.

#### Web
2014 : Epic Rap Battles of History saison 6 épisode 7 Vlad Tepes affronte le Comte Dracula.

### Jeux vidéo
- Dracula : Le guerrier des Carpates (en), un jeu de stratégie en temps réel et gestion de 1997.
- L'extension The Forgotten d'Age of Empires II: The Age of Kings propose une campagne retraçant l'histoire de Vlad III l'Empaleur (ici appelé Vlad Dracula) face à ses ennemis ottomans et valaques.
- Il apparait dans Harry Potter et le Prisonnier d'Azkaban sur une carte de chocogrenouille.
- Castlevania : Il apparaît de nombreuses fois dans la série de jeux-vidéos Castlevania, en tant qu'antagoniste principal. (voir Dracula (Castlevania))
- Vlad Tepes apparait dans le multijoueur d'Assassin's Creed Revelations Portant un nom code "Le Comte"